# Frank Martin
Frank Martin (Ginebra, 15 de setembre de 1890 - Naarden, Països Baixos, 21 de novembre de 1974) fou un compositor suís, un dels més destacats del segle xx.

## Biografia
Frank Martin va néixer a Ginebra el 1890, desè i últim fill de Charles Martin, un pastor. Abans mateix de començar a l'escola, ja tocava el piano i practicava la improvisació. Als 9 anys, componia cançons completes, sense haver rebut cap instrucció musical. Una peça de Bach, la Passió segons Sant Mateu que va escoltar als 12 anys li va causar una profunda impressió, i Bach es va convertir en el seu verdader mentor.
Va estudiar matemàtiques i física a la Universitat de Ginebra durant dos anys (segons el desig dels seus pares), alternant-lo amb la composició i estudiant piano amb Joseph Lauber (1864-1952), un compositor ginebrí que va ser també organista a Locle, professor a Zúric el 1901 i director d'orquestra al Gran Teatre de Ginebra. De 1918 a 1926, va viure a Zuric, Roma i París. Les composicions d'aquesta època el mostren a la recerca del seu propi llenguatge musical.
El 1926, va fundar la «Société de Musique de Chambre de Genève», que va dirigir i en va ser el pianista i clavicembalista durant 10 anys. Durant aquest període, va ensenyar també teoria musical i improvisació a l'Institut Jacques-Dalcroze i música de cambra al Conservatori de Ginebra.
El seu primer Concert per a piano i orquestra formà part del programa oficial del XIV Festival de la Societat Internacional per la Música Contemporània que se celebrà a Barcelona l'abril del 1936. Fou interpretat pel pianista Walter Frey.
Va ser director del Technicum Moderne de Musique de 1933 a 1940 i president de l'Association des musiciens Suisses de 1942 a 1946. Es va traslladar als Països Baixos el 1946 per trobar més temps per a les seves composicions que no podia tenir a Suïssa, on estava implicat en nombroses activitats. Va viure 10 anys a Amsterdam i es va instal·lar finalment a Naarden.
De 1950 a 1957, ensenyà composició a l'Staatliche Hochschule für Musik de Colònia (Alemanya). A continuació va renunciar a l'ensenyament i es va concentrar en les seves composicions, abandonant-les ocasionalment per concerts de música de cambra i per dirigir les seves pròpies obres orquestrals. Va treballar en la seva última obra, la cantata Et la vie l'emporta, fins i tot deu dies abans de la seva mort.

## Obres principals
- Missa per a dos cors mixtes (Kyrie, Gloria, Sanctus 1922; Credo 1922–24; Agnus Dei 1926)
- Quatre pièces brèves per a guitarra (1933)
- Concert per a piano i orquestra núm. 1 (1933-34)
- Le vin herbé (1938 i 1940-1941), oratori profà inspirat en Tristany i Isolda
- Petite symphonie concertante (1944-1945)
- In terra pax (1944), oratori
- Concerto pour sept instruments à vents, timpani, et cordes (1949)
- Golgotha (1945-1948), oratori
- Der Sturm (1954), òpera
- Le Mystère de la Nativité (1957-1959), oratori
- Pilatos (1964)
- Concert per a piano i orquestra núm. 2 (1969)
- Polyptyque, et deux petits orchestres à cordes (1973)
- Rèquiem (1971-1972)

També va escriure una simfonia, un concert per a clavecí, un concert per a violí, un concert per a violoncel, i una sèrie de balades per a diferents instruments solistes amb piano o orquestra.
Va desenvolupar un estil inspirat en el dodecafonisme d'Arnold Schönberg, però no abandonant per complet la tonalitat.